# مارتن غيليناس
مارتن غيليناس هو لاعب هوكي جليد كندي، ولد في 5 يونيو 1970 في شاوينيغان في كندا.

## وصلات خارجية
- مارتن غيليناس على موقع دوري الهوكي الوطني (الإنجليزية)
- مارتن غيليناس على موقع قاعة مشاهير الهوكي (لاعب أن.إتش.أل) (الإنجليزية)
- مارتن غيليناس على موقع EliteProspects.com (الإنجليزية)
- مارتن غيليناس على موقع HockeyDB.com (الإنجليزية)
- مارتن غيليناس على موقع Hockey-Reference.com (الإنجليزية)